# 阿西斯巴西

镇旗

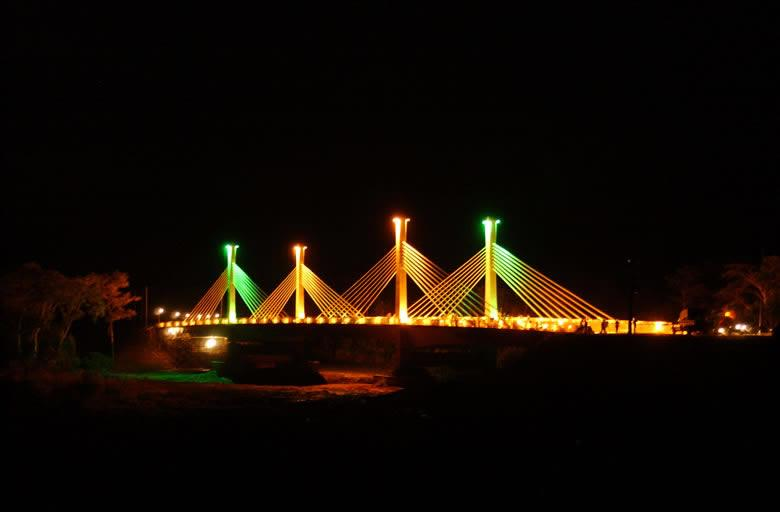

10°56′27″S 69°34′01″W / 10.94083°S 69.56694°W
阿西斯巴西（葡萄牙語：Assis Brasil），是巴西的城鎮，位於該國西北部，由阿克里州負責管轄，始建於1963年3月1日，面積2,876平方公里，海拔高度239米，2009年人口5,662，人口密度每平方公里1.9人。